# Hatšepsut
Hatšepsut, egipatska kraljica XVIII. dinastije, vladala od 1498. pr. Kr. do 1483. pr. Kr. Iz dinastijskih je razloga (kao kći faraona Tutmozisa I. i kraljice Ahmose) bila udana za svog polubrata Tutmozisa II. (sin faraona Tutmozisa I. i minorne kraljeve žene princeze Mutnefert, sestre kraljice Ahmose). Na taj je način bila ojačana pozicija mladog Tutmozisa II. u početku vladavine. Valja spomenuti da je to bila uobičajena praksa ženidbe unutar kraljevske obitelji - po uzoru na božanstava iz egipatske mitologije Oziris i Izida. I oni su bili brat i sestra te ujedno muž i žena. Njihov je sin Horus, jedno od glavnih egipatskih božanstava.

## Životopis
Tutmozis je bio lošeg zdravlja i umro je u svojim ranim tridesetima. S jednom haremskom djevojkom imao je sina (dok je s Hatšepsut imao kćer Nefernre). Neposredno prije smrti odredio je jedinog sina (budući Tutmozis III., jedan od najvećih egipatskih faraona) za nasljednika. Međutim, Hatšepsut nije mislila tako! Bila je to ambiciozna žena jake volje koja nije dozvoljavala nikome da joj stane na put. Nakon dvije godine regenstva s dječakom kraljem Tutmozisom III., pribavila je podršku visokopozicioniranih osoba iz vojske i dvorske administracije. Nakon toga okrunila se za vladaricu Egipta. Odmah po preuzimanju vlasti inicirana je gradnja veličanstvenog hrama u podnožju klisure kod Deir el-Baharia. Svojom ljepotom i izvanvremenskom elegancijom građevina je trebala služiti za poštovanje kulta umrle kraljice nakon njene smrti. Može se ustvrditi da je ovo zdanje osiguralo besmrtnost kraljici. Na njegovim zidovima zabilježeno je da kraljica Hatšepsut podiže hram: "Kao vrt za svoga oca Amona". Međutim, ovaj hram nije jedino djelo velike kraljice jer postoje mnogi zapisi o njenoj restauraciji brojnih hramova u području srednjeg Egipta. Ti hramovi su uvelike postradali pod naletom Hiksa u ranijoj dinastiji. Kraljica je također odgovorna za postavljanje para golemih obeliska od crvenog granita bogu Amonu u Karnaku. Njena vladavina nije poznata po ratnim pohodima, već po trgovačkim ekspedicijama; osobito je poznato putovanje u zemlju Punt (vjerojatno sjeverna Somalija ili Džibuti). Isto tako postoje brojni dokazi da je vladarica slala ekspedicije prema rudnicima tirkiza na Sinaju. Morala se odijevati kao muškarac i nositi bradu, da bi vladala.

## Mumija
Hatšepsut je kao i muški faraoni imala svoju grobnicu u Dolini kraljeva. Umrla je oko 1483. god. pr. Kr. Uzurpirala je prijestolje od Tutmozisa III. skoro dvadesetak godina, pa postoje indicije da je i on imao umiješane svoje ruke u njenu smrt. Sigurno ju je mrzio dovoljno da uništi mnoge od njenih spomenika kao i one od njenih najbližih suradnika. Zaki Hawass je pronašao njezinu mumiju, a identificirana je pomoću zuba. Naime, bile su četiri kandidatkinje za mumiju, a jedna od njih Hatšepsutina dadilja. Iako je dr. Hawas tvrdio da je dadilja zapravo Hatšepsut, pomoću zuba je dokazano da druga mumija Hatšepsut. Također, zna se da je Tutmozis III. izbrisao njezino ime kako bi ga njegovi potomci naslijedili. 